# Tod's
A Tod's S.p.A. é uma empresa italiana que produz sapatos e outros acessórios de moda em couro, muito conhecida pelo fabrico de sapatos apropriados para condução. A marca pertence a Diego Della Valle, CEO da empresa, e mantém uma ligação estreita com a influenciadora Chiara Ferragni, que há anos integra seu conselho administrativo.

## Tod's no Brasil
Em 2012, foi anunciado a abertura da primeira loja da marca no Brasil no shopping JK Iguatemi, inauguração que só aconteceu em 2013. Outra loja da marca tambem está com previsão para ser aberta em São Paulo, no Shopping Cidade Jardim.

## Marcas[3]
- Tod's
- Hogan
- Fay
- Roger Vivier
- Schiaparelli